# 최후의 증인 (1979년 드라마)
《최후의 증인》은 1979년 6월 25일부터 1979년 6월 27일까지 방영된 문화방송 6.25 특집드라마이다.

## 등장 인물
- 전운 - 황바우 역
- 김해숙 - 손지혜 역
- 오지명 - 오병호 형사 역
- 정욱 - 손지혜 아버지 역
- 김무생 - 강만호 역
- 김상순 - 한동주 역
- 홍성민 - 양달수 역
- 한인수 - 김중엽 역
- 최불암 - 조익현 역
- 임현식 - 박용재 역
- 정혜선 - 주모 역
- 박광남
- 남능미
- 이수나
- 이숙
- 이묵원
- 유판웅
- 차윤회
- 임채무
- 강인덕
- 백인철
- 김웅철
- 김보경
- 홍성희
- 이경순
- 박종관
- 나영진
- 홍순창
- 신국
- 송경철
- 이운우
- 이순아
- 오승룡
- 현석
- 홍민우
- 김호영
- 박영태
- 최선균
- 한성전
- 김주영
- 손창호
- 이계인
- 박윤배
- 이종환
- 사상기
- 김광배
- 정한헌
- 최지원
- 박영지
- 송기윤
- 이정길 - 황바우 동생 역
- 신충식 - 한동주 동생 역
- 김기일
- 이영후 - 교도관 역
- 길용우
- 김두삼
- 전호진
- 박경순
- 이창환
- 전인택
- 변영철
- 방훈
- 박규채 - 파출소장 역
- 변희봉 - 형사 역
- 임문수
- 강성욱
- 남영진
- 윤창우
- 김석옥
- 조한려
- 최은숙
- 오경애
- 신신애
- 김홍석